# Cerro Auquihuato
Der Schlackenkegel Cerro Auquihuato liegt etwa 30 km nordöstlich des Vulkans Sarasara auf einem abgelegenen Hochplateau in den peruanischen Anden. Ein von diesem Schlackenkegel ausgehender Lavastrom ergoss sich durch ein südlich gelegenes Flusstal. Über die letzte bekannte Eruption liegen keine gesicherten wissenschaftlichen Daten vor.